# في الرمال المتحركة: الحقيقة حول اللجنة الخاصة ونزع أسلحة العراق
في الرمال المتحركة: الحقيقة حول اللجنة الخاصة ونزع أسلحة العراق هو فيلم وثائقي لعام 2001 من إخراج سكوت ريتر يناقش فيه عمليات التفتيش التي قامت بها اللجنة الخاصة في العراق. وكان ريتر كبير مفتشي الأسلحة التابعين للأمم المتحدة في العراق من عام 1991 إلى عام 1998. وكانت عمليات التفتيش هذه بحثاً عن "أسلحة الدمار الشامل" خلال السنوات الأخيرة من حكم صدام حسين. اكتمل الفيلم ووزع للعرض المسرحي قبل غزو العراق عام 2003.

## ملخص
ويجادل الفيلم بأن العراق لا يمتلك أسلحة دمار شامل بسبب برنامج التفتيش على الأسلحة التابع للأمم المتحدة، مول الفيلم الوثائقي لريتر جزئيًا من قبل رجل الأعمال العراقي الأمريكي شاكر الخفاجي. ونفى ريتر أي مقايضة مع الخفاجي، بحسب لوري ميلروي، الذي يكتب لصحيفة فايننشال تايمز . وعندما سُئل ريتر "كيف سيصف أي شخص يشير إلى أن السيد الخفاجي كان يعرض مخصصات باسمه"، أجاب السيد ريتر: "أود أن أقول إن هذا الشخص كاذب ... وأطلب منه أن يأتي إلى هنا". اعترف الخفاجي بأنه مذنب في عدة تهم جنائية في عام 2004 لتورطه في فضيحة برنامج النفط مقابل الغذاء التابع للأمم المتحدة.

## أنظر أيضا
- العراق وأسلحة الدمار الشامل
- اللجنة الخاصة للأمم المتحدة

## روابط خارجية
- في الرمال المتحركة: الحقيقة حول اللجنة الخاصة ونزع أسلحة العراق على موقع IMDb (الإنجليزية)
- في الرمال المتحركة: الحقيقة حول اللجنة الخاصة ونزع أسلحة العراق على موقع ميتاكريتيك (الإنجليزية)
- في الرمال المتحركة: الحقيقة حول اللجنة الخاصة ونزع أسلحة العراق على موقع Turner Classic Movies (الإنجليزية)
- في الرمال المتحركة: الحقيقة حول اللجنة الخاصة ونزع أسلحة العراق على موقع أول موفي (الإنجليزية)
- في الرمال المتحركة: الحقيقة حول اللجنة الخاصة ونزع أسلحة العراق على موقع قاعدة بيانات الفيلم (الإنجليزية)
- في الرمال المتحركة: الحقيقة حول اللجنة الخاصة ونزع أسلحة العراق على موقع ليتربوكسد (الإنجليزية)